# 有東
有東（うとう）は静岡県静岡市駿河区にある町名。現行行政地名は有東一丁目から有東三丁目。住居表示実施済み。

## 地理
駿河区の中央部に位置し、北に八幡、南に登呂、西に南八幡町、東に有明町と隣接している。

## 歴史
- 弥生時代から古墳時代にかけて、この付近にはすでに集落があった。近隣の登呂遺跡とともに戦後より発掘調査を行い、出土した遺品などを静岡県埋蔵文化財センターで保存している[4]。
- 有東の名は、付近の隆起状の地形をアイヌ語で突起を意味するウトウにちなんで「ウトウ（有東）山」と呼んだという説がある。また、有東山とその付近の八幡山の間にできた集落であり、全国にある「ウトウ」の地名も峡間や切り通しの地形の所についていることが多いことから、同じ語源でつけられたとの説もある[5]。
- 1889年（明治22年）4月1日 - 町村制の施行により、有東村と周辺の村が合併、有渡郡豊田村が発足し、大字有東となる。
- 1896年（明治29年）4月1日 - 郡制の施行により、豊田村の所属郡が安倍郡に変更。
- 1928年（昭和3年）10月1日 - 静岡市に編入。静岡市有東となる。
- 1970年（昭和45年）4月1日 - 有東の一部が新設された南八幡町（同時に住居表示）に編入。
- 1970年（昭和45年）11月1日 - 一部が新設された有明町と八幡五丁目に編入、また有東一丁目（八幡本町五丁目の一部を編入）と二丁目を新設、いずれも住居表示。
- 1973年（昭和48年）11月1日 - 一部が新設された登呂三丁目に編入、また有東三丁目が高松の一部を編入し新設、いずれも住居表示。
- 1974年（昭和49年）11月1日 - 有東の残部が新設された豊田三丁目（同時に住居表示）の一部となり、丁目のない有東は消滅。
- 2005年（平成17年）11月1日 - 静岡市が政令指定都市となり、静岡市駿河区有東一〜三丁目となる。

## 世帯数と人口
2020年（令和2年）10月1日国勢調査時の世帯数と人口は以下のとおりである。
| 丁目       | 世帯数    | 人口    |
| ---------- | --------- | ------- |
| 有東一丁目 | 474世帯   | 1,194人 |
| 有東二丁目 | 423世帯   | 981人   |
| 有東三丁目 | 248世帯   | 568人   |
| 計         | 1,145世帯 | 2,743人 |

## 小・中学校の学区
市立小・中学校に通う場合、学区は以下のとおりとなる。
| 丁目       | 小学校               | 中学校             |
| ---------- | -------------------- | ------------------ |
| 有東一丁目 | 静岡市立富士見小学校 | 静岡市立豊田中学校 |
| 有東二丁目 | 静岡市立富士見小学校 | 静岡市立豊田中学校 |
| 有東三丁目 | 静岡市立富士見小学校 | 静岡市立高松中学校 |

## 交通
- 静岡県道384号高松日出線

## 施設
- 静岡県立駿河総合高等学校
- 有東山
- 有東神社
- 静岡有東郵便局

## その他

### 日本郵便
- 郵便番号 : 422-8032[1]。